# تویوکی هاسگاوا
تویوکی هاسگاوا (انگلیسی: Toyoki Hasegawa؛ زادهٔ ۱۸ آوریل ۱۹۸۶) بازیکن فوتبال اهل ژاپن است.
از باشگاه‌هایی که در آن بازی کرده‌است می‌توان به باشگاه فوتبال ساگان توسو اشاره کرد.